# Modestin
Modestin (en latin Herennius Modestinus) est un jurisconsulte romain de la première moitié du IIIe siècle, dont l'œuvre abondante acquit une grande autorité : en 426, il est compté par la Loi des citations parmi les cinq juristes de référence dont les opinions avaient un poids particulier.

## Biographie
Il fut l'élève d'Ulpien. Comme il est le seul des juristes romains cités dans le Digeste à avoir écrit une partie de son œuvre en grec, on suppose qu'il était originaire d'une province hellénophone (de la partie orientale de l'Empire romain). Une inscription d'environ 228 le mentionne comme præfectus vigilum de la ville de Rome. Selon une indication de l'Histoire Auguste, de valeur incertaine, il aurait été le professeur de droit de Maximin le Jeune, fils de Maximin le Thrace. Un rescrit de Gordien III de l'an 239 le cite comme un « jurisconsulte d'une autorité non négligeable » qui aurait déjà délivré un responsum à l'auteur de la requête.

## Législation
Dans la Loi des citations (426), il est mis, avec Papinien, Gaïus, Paul, et Ulpien, au rang des cinq juristes dont les avis conservés étaient considérés comme décisifs. Ces cinq juristes sont également cités comme sources principales du Code de Théodose II et du Code de Justinien. 

## Œuvres
345 citations de son œuvre sont faites dans le Digeste et les Institutes. Il était l'auteur des ouvrages suivants :
- un recueil de Responsa en 19 livres ;
- des Pandectæ en 12 livres (auxquelles se réfère visiblement un rescrit de Gordien III, Cod. Just. 7.72.3) ;
- un recueil de Regulæ en 10 livres ;
- un ouvrage intitulé Differentiæ en neuf livres ;
- un traité sur les Excusationes, en grec, en six livres ;
- un Liber singularis de enucleatis casibus ;
- un Liber singularis de heurematicis ;
- un De pœnis en 4 livres ;
- un De præscriptionibus en au moins 4 livres ;
- un Liber singularis de præscriptionibus ;
- un Liber singularis de differentia dotis ;
- un Liber singularis de ritu nuptiarum ;
- un De inofficioso testamento ;
- un De manumissionibus ;
- un De legatis et fideicommissis ;
- un De testamentis.
- des Libri ad Quintum Mucium (les livres 14 et 31 sont cités en Dig. 41.1.53 et 54)